# Костенец (село, Болгария)
Костенец (болг. Костенец) — село в Болгарии. Находится в Софийской области, входит в общину Костенец. Население составляет 3 767 человек.
Село расположено у подножья гор Рила, в 63 км к юго-востоку от Софии, в 6 км от города Костенец и 35 км к востоку от Боровца.

## Политическая ситуация
В местном кметстве Костенец, в состав которого входит Костенец, должность кмета (старосты) исполняет Георги Стойчов Анчин (Союз демократических сил (СДС)) по результатам выборов правления кметства[когда?].
Кмет (мэр) общины Костенец — Иво Димитров Тодоров (Граждане за европейское развитие Болгарии (ГЕРБ)) по результатам выборов в правление общины[когда?].

## Достопримечательности
- В трёх километрах к югу от села расположен Костенецкий водопад.
- Неподалёку средневековая крепость «Траяновы врата».

## Галерея

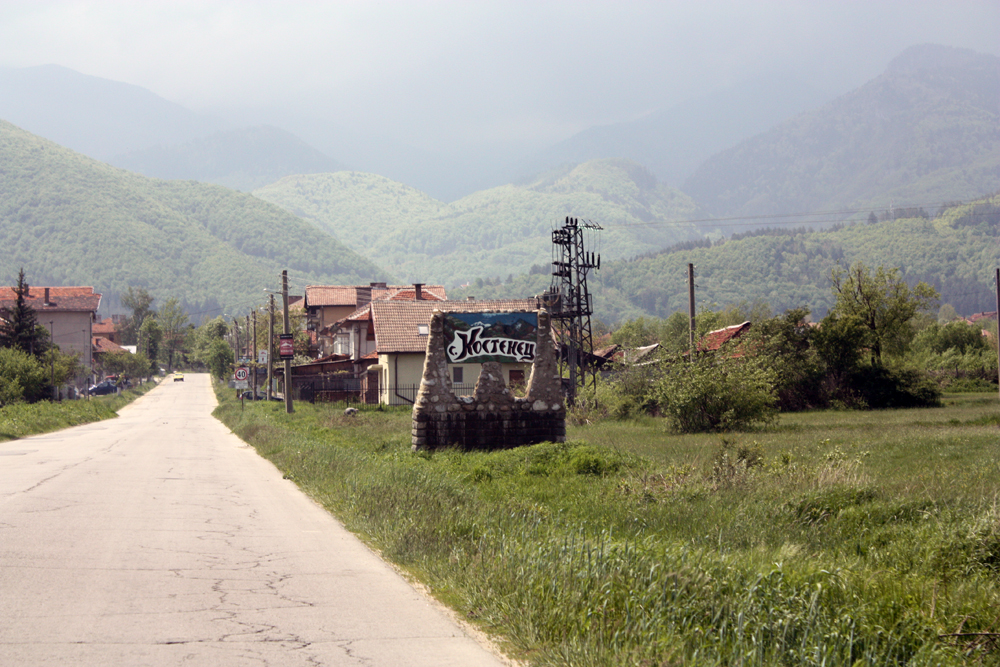
Дорога, входящая в Костенец
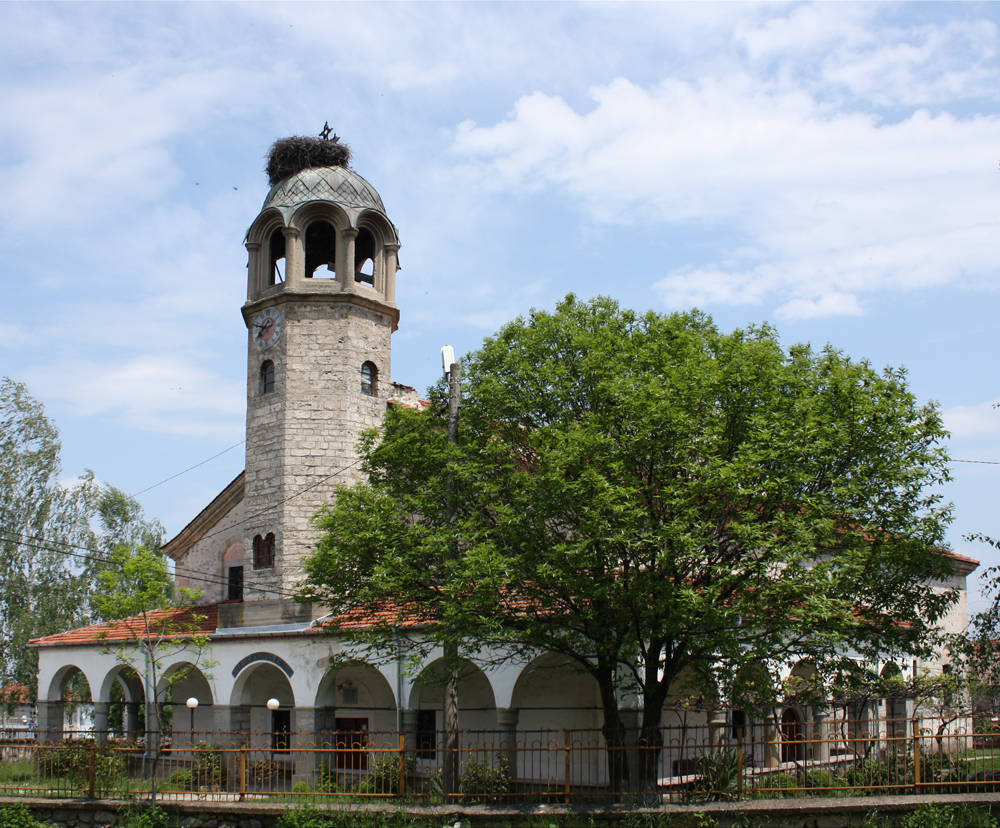
Церковь Св. Архангела Михаила (1857г.) в с. Костенец
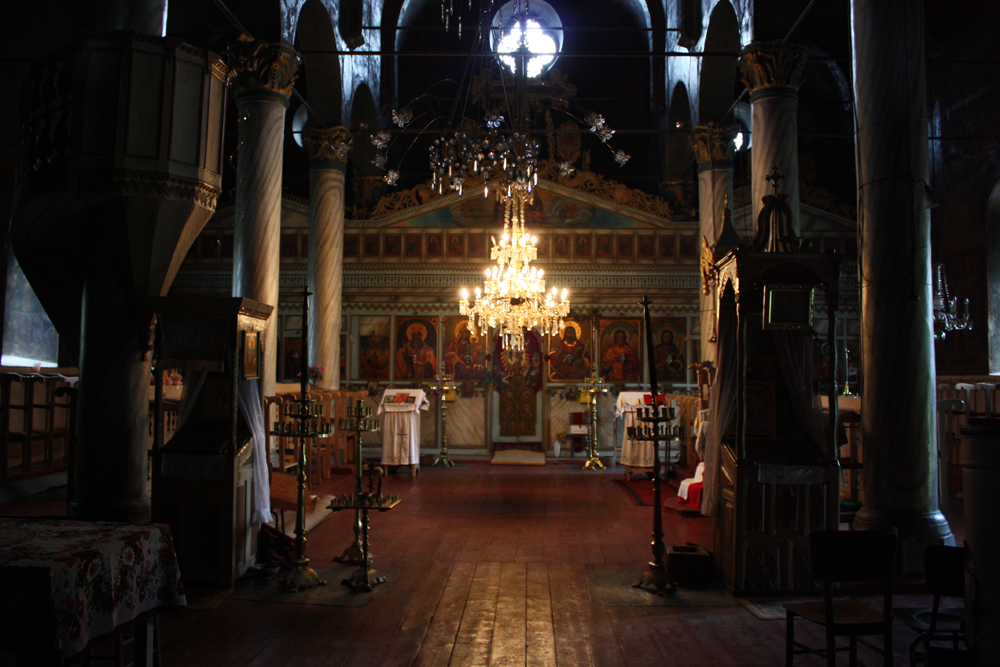
Интериор на церкви Св. Архангела Михаила
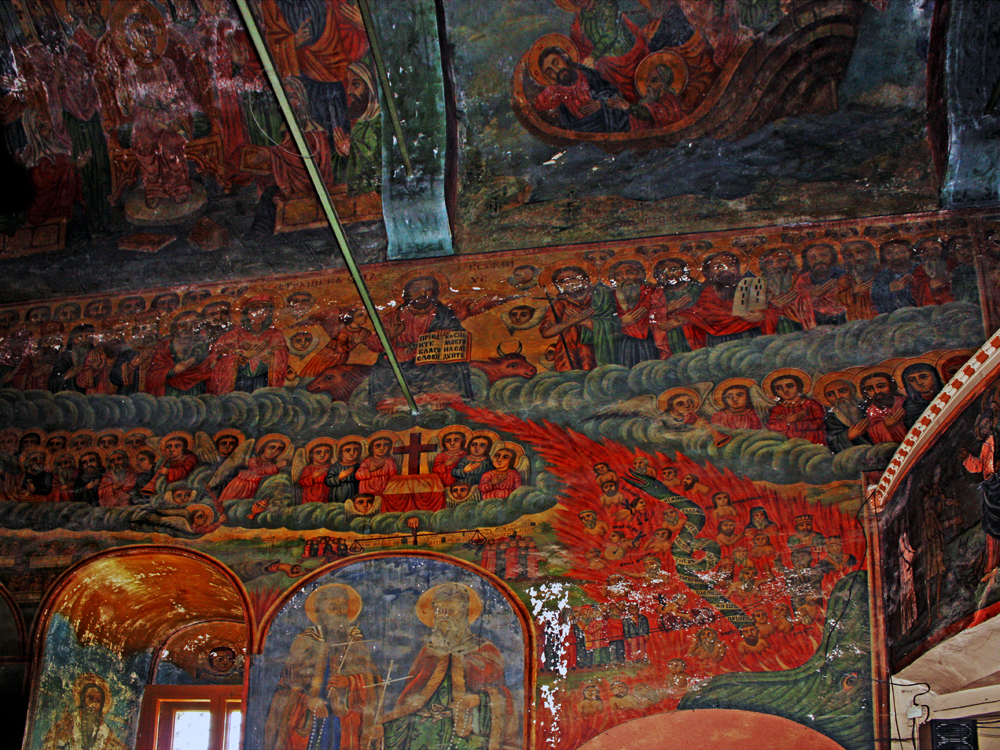
Фрески XIX века в храме Св. Архангела Михаила
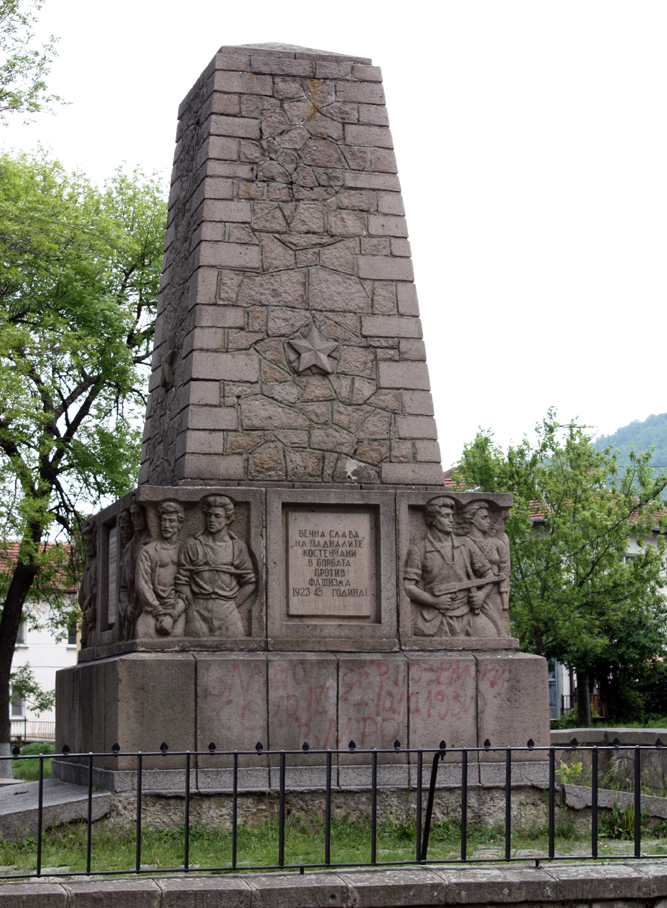
Памятник погибшим антифашистам (1923-1945 г.) в с. Костенец
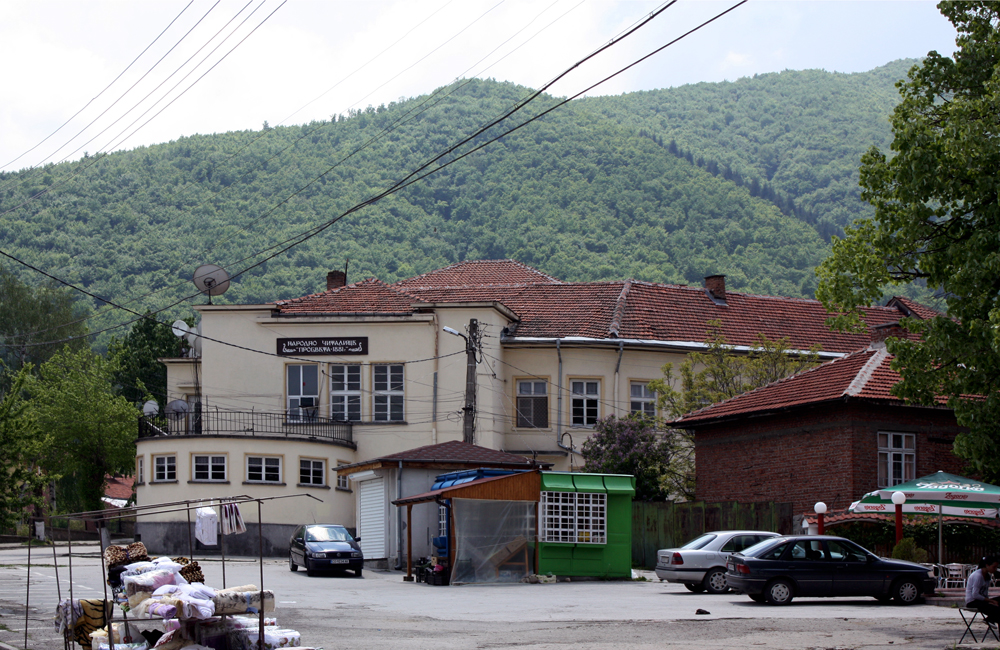
Читалиште "Пробуждение - 1881 г." в с. Костенец
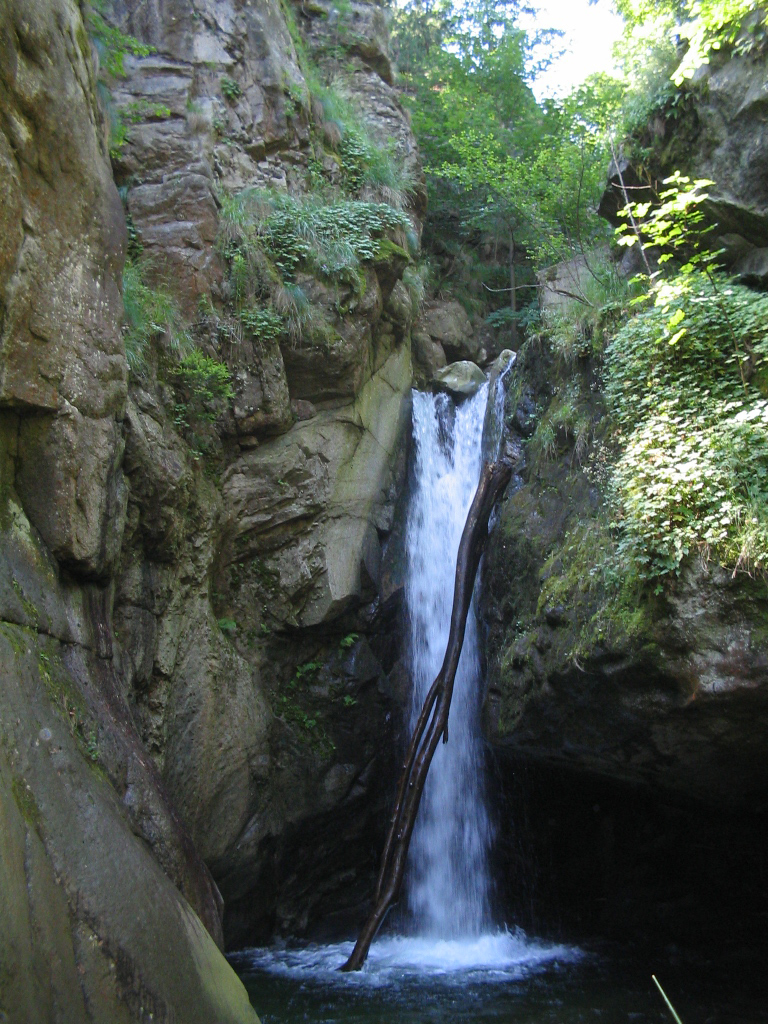
Костенецкий водопад